# Judo na akademické půdě
Judo patří mezi základní univerzitní sporty. Od roku 1999 je pravidelnou součástí programu světových univerziád.

## Dějiny
V Japonsku je součástí tělesné výchovy na školách již mnoho let. Právě vysokoškolští studenti a zejména pedagogové ho navíc z Japonska šířily do dalších zemí včetně Evropy.
Akademické mistrovství světa v judu vzniklo v roce 1966 rozšířením z prvních dvou ročníků akademického mistrovství Evropy. První šampionát v historii se konal v Praze. Hned o rok později bylo judo v Tokiu poprvé v programu univerziády. Ženy se zapojily do univerzitního juda v roce 1984.

## Organizace
Univerzitní judo a jeho soutěže organizuje Mezinárodní federace univerzitního sportu (FISU).  
Nejznámější akcí FISU je univerziáda. Na ni se judo nejprve dostalo v případech, kdy se univerziády konaly v Japonsku (1967, 1985 a 1995). Od roku 1999 chybělo judo na univerziádě jen jednou v roce 2005 a od roku 2007 patří judo mezi povinné sporty univerziádního programu.
V mezidobí se pořádala akademická mistrovství světa, ale poslední se uskutečnilo v roce 2006.
V roce 2011 byla obnovena tradice akademických mistrovství Evropy v judu, první šampionát se konal v bosenském Sarajevu.
 Od čtvrtého ročníku v roce 2017 se pořádá společně pro různé druhy bojových umění, konkrétně napoprvé v Coimbře pro judo, karate a taekwondo.

Čeští judisté z těchto turnajů pravidelně vozí medaile. Jediným českým univerziádním vítězem, zato dvojnásobným, je ale zatím jen Lukáš Krpálek, který na Letní univerziádě 2013 v Kazani vyhrál jak svou kategorii do 100 kg, tak soutěž bez rozdílu vah.

## Soutěže univerzitního juda

### Judo na světových univerziádách
| Rok  | Pořadí | Místo                        |
| ---- | ------ | ---------------------------- |
| 1967 | V.     | Tokio, Japonsko              |
| 1985 | XIII.  | Kóbe, Japonsko               |
| 1995 | XVIII. | Fukuoka, Japonsko            |
| 1999 | XX.    | Palma de Mallorca, Španělsko |
| 2001 | XXI.   | Peking, Čína                 |
| 2003 | XXII.  | Tegu, Jižní Korea            |
| 2007 | XXIV.  | Bangkok, Thajsko             |
| 2009 | XV.    | Bělehrad, Srbsko             |
| 2011 | XVI.   | Šen-čen, Čína                |
| 2013 | XVII.  | Kazaň, Rusko                 |
| 2015 | XVIII. | Kwangdžu, Jižní Korea        |
| 2017 | XIX.   | Tchaj-pej, Tchaj-wan         |
| 2019 | XX.    | Neapol, Itálie               |

### Akademická mistrovství světa
| Rok  | Číslo | Místo                      | Turnaj                        |
| ---- | ----- | -------------------------- | ----------------------------- |
| 1966 | 1.    | Praha, Československo      | Akademické mistrovství světa  |
| 1968 | 2.    | Lisabon, Portugalsko       | Akademické mistrovství světa  |
| 1972 | 3.    | Londýn, Spojené království | Akademické mistrovství světa  |
| 1974 | 4.    | Brusel, Belgie             | Akademické mistrovství světa  |
| 1978 | 5.    | Rio de Janeiro, Brazílie   | Akademické mistrovství světa  |
| 1980 | 6.    | Vratislav, Polsko          | Akademické mistrovství světa  |
| 1982 | 7.    | Jyväskylä, Finsko          | Akademické mistrovství světa  |
| 1984 | 8.    | Štrasburk, Francie         | Akademické mistrovství světa  |
| 1986 | 9.    | São Paulo, Brazílie        | Akademické mistrovství světa  |
| 1988 | 10.   | Tbilisi, Sovětský svaz     | Akademické mistrovství světa  |
| 1990 | 11.   | Brusel, Belgie             | Akademické mistrovství světa  |
| 1992 |       | Novi Sad, Jugoslávie       | zrušeno kvůli válečné situaci |
| 1994 | 12.   | Münster, Německo           | Akademické mistrovství světa  |
| 1996 | 13.   | Jonquière, Kanada          | Akademické mistrovství světa  |
| 1998 | 14.   | Praha, Česko               | Akademické mistrovství světa  |
| 2000 | 15.   | Málaga, Španělsko          | Akademické mistrovství světa  |
| 2002 | 16.   | Novi Sad, Jugoslávie       | Akademické mistrovství světa  |
| 2004 | 17.   | Moskva, Rusko              | Akademické mistrovství světa  |
| 2006 | 18.   | Suwon, Jižní Korea         | Akademické mistrovství světa  |